# Girabola
La Girabola o Primera División de Angola, llamada Girabola ZAP por razones de patrocinio, es la máxima categoría del fútbol profesional en Angola, fue fundada en 1979 y está organizada por la Federación Angoleña de Fútbol.

## Historia
En 1979 se inauguró la primera edición de la Girabola, fue disputada por 24 equipos divididos en cuatro grupos de seis equipos cada uno. Tomaron parte en el equipo de competición procedentes de todas las provincias del país, los ganadores de cada grupo se reunieron en una serie de enfrentamientos directos para definir al campeón.
Un año más tarde, se redujo el número de equipos de 24 a 14. En 1991 y 1992 el campeonato contó con la participación de 16 equipos, mientras que en los años 1993 - 1994 este número se redujo a 12, en 1995 la liga se aumentó a 14 clubes, en el mismo año se cambió al sistema de asignación de puntos, que pasó de dos a tres por victoria. Desde 2010 el número de clubes aumento nuevamente a 16 equipos.
En 2008 dio inicio a la Segunda división o Gira Angola, categoría que consta de 18 equipos.

## Formato
La temporada se extiende de marzo a noviembre, y consta de 16 equipos, que juegan un total de 30 partidos en juegos de ida y regreso. El campeón y el subcampeón tienen como premio el formar parte en la Liga de Campeones de la CAF, mientras el tercero accede a la Copa Confederación de la CAF. 
Los últimos tres clasificados descienden a la Gira Angola o Segunda División, un número igual de clubes son promovidos.

## Equipos participantes 2024-25

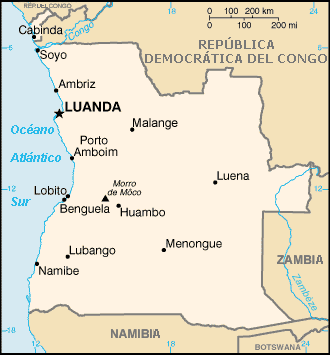
Angola.

| Club                          | Ciudad       |
| ----------------------------- | ------------ |
| Académica Petróleos do Lobito | Lobito       |
| Bravos do Maquis              | Saurimo      |
| Carmona SC                    | Uíge         |
| Desportivo da Huila           | Lubango      |
| Desportivo da Lunda Sul       | Saurimo      |
| GD Interclube                 | Luanda       |
| Isaac de Benguela             | Benguela     |
| Kabuscorp SC                  | Luanda       |
| Luanda City FC                | Luanda       |
| Petro Atlético de Luanda      | Luanda       |
| Primeiro de Agosto            | Luanda       |
| Recreativo do Libolo          | Calulo       |
| Sagrada Esperanca             | Dundo        |
| Santa Rita de Cássia          | Uíge         |
| Sao Salvador                  | Mbanza Congo |
| Wiliete SC                    | Benguela     |

## Palmarés

### Torneo bajo dominio Portugués
| - 1941: Sporting Clube de Luanda - 1942: Sporting Clube de Luanda - 1943: Sport Benguela e Benfica - 1944: Sporting Clube de Luanda - 1945: Sport Clube da Catumbela - 1946: Sporting Clube de Luanda - 1947: Sporting Clube de Luanda - 1948-50: Desconocido - 1951: Ferrovia de Nova Lisboa - 1952: Portugal de Benguela - 1953: Ferroviário de Luanda - 1954: Lobito Sports Clube - 1955: Sporting Clube de Luanda - 1956: Sporting Clube de Luanda - 1957: Ferrovia de Nova Lisboa - 1958: Sport Clube da Catumbela - 1959: Portugal de Benguela | - 1960: Portugal de Benguela - 1961: Portugal de Benguela - 1962: Ferrovia de Nova Lisboa - 1963: Sporting Clube de Luanda - 1964: Portugal de Benguela - 1965: Atlético Sport Aviação - 1966: Atlético Sport Aviação - 1967: Atlético Sport Aviação - 1968: Atlético Sport Aviação - 1969: Independente de Tômbwa - 1970: Independente de Tômbwa - 1971: Independente de Tômbwa - 1972: Sport Nova Lisboa e Benfica - 1973: Futebol Clube do Moxico - 1974: Ferrovia de Nova Lisboa - 1975: Recreativo da Caála |

### Títulos por club
| Club                        | Títulos | Años Campeón                                   |
| --------------------------- | ------- | ---------------------------------------------- |
| Sporting Clube de Luanda    | 8       | 1941, 1942, 1944, 1946, 1947, 1955, 1956, 1963 |
| Portugal de Benguela        | 5       | 1952, 1959, 1960, 1961, 1964                   |
| Atlético Sport Aviação      | 4       | 1965, 1966, 1967, 1968                         |
| Independente de Tômbwa      | 3       | 1969, 1970, 1971                               |
| Ferrovia de Nova Lisboa     | 3       | 1951, 1957, 1974                               |
| Clube Ferroviário de Luanda | 2       | 1953, 1962                                     |
| Sport Clube da Catumbela    | 2       | 1945, 1958                                     |
| Recreativo da Caála         | 1       | 1975                                           |
| Futebol Clube do Moxico     | 1       | 1973                                           |
| Sport Nova Lisboa e Benfica | 1       | 1972                                           |
| Lobito Sports Clube         | 1       | 1954                                           |
| Sport Benguela e Benfica    | 1       | 1943                                           |

### Desde la Independencia
| Temporada | Campeón                                      | Subcampeón                                   |
| --------- | -------------------------------------------- | -------------------------------------------- |
| 1979      | Primeiro de Agosto                           | Nacional de Benguela                         |
| 1980      | Primeiro de Agosto                           | Desportivo da TAAG                           |
| 1981      | Primeiro de Agosto                           | Desportivo da TAAG                           |
| 1982      | Petro Atlético de Luanda                     | Primeiro de Agosto                           |
| 1983      | Primeiro de Maio                             | Primeiro de Agosto                           |
| 1984      | Petro Atlético de Luanda                     | Interclube de Luanda                         |
| 1985      | Primeiro de Maio                             | Interclube de Luanda                         |
| 1986      | Petro Atlético de Luanda                     | Interclube de Luanda                         |
| 1987      | Petro Atlético de Luanda                     | Primeiro de Agosto                           |
| 1988      | Petro Atlético de Luanda                     | Ferroviário da Huíla                         |
| 1989      | Petro Atlético de Luanda                     | Primeiro de Maio                             |
| 1990      | Petro Atlético de Luanda                     | Primeiro de Maio                             |
| 1991      | Primeiro de Agosto                           | Sagrada Esperança                            |
| 1992      | Primeiro de Agosto                           | Atlético Sport Aviação                       |
| 1993      | Petro Atlético de Luanda                     | Primeiro de Maio                             |
| 1994      | Petro Atlético de Luanda                     | Primeiro de Maio                             |
| 1995      | Petro Atlético de Luanda                     | Atlético Sport Aviação                       |
| 1996      | Primeiro de Agosto                           | Petro Atlético de Luanda                     |
| 1997      | Petro Atlético de Luanda                     | Sagrada Esperança                            |
| 1998      | Primeiro de Agosto                           | Petro Atlético de Luanda                     |
| 1999      | Primeiro de Agosto                           | Académica Petróleos do Lobito                |
| 2000      | Petro Atlético de Luanda                     | Atlético Sport Aviação                       |
| 2001      | Petro Atlético de Luanda                     | Atlético Sport Aviação                       |
| 2002      | Atlético Sport Aviação                       | Primeiro de Agosto                           |
| 2003      | Atlético Sport Aviação                       | Petro Atlético de Luanda                     |
| 2004      | Atlético Sport Aviação                       | Sagrada Esperança                            |
| 2005      | Sagrada Esperança                            | Atlético Sport Aviação                       |
| 2006      | Primeiro de Agosto                           | Petro Atlético de Luanda                     |
| 2007      | Interclube de Luanda                         | Primeiro de Agosto                           |
| 2008      | Petro Atlético de Luanda                     | Primeiro de Agosto                           |
| 2009      | Petro Atlético de Luanda                     | Recreativo do Libolo                         |
| 2010      | Interclube de Luanda                         | Recreativo da Caála                          |
| 2011      | Recreativo do Libolo                         | Kabuscorp SC                                 |
| 2012      | Recreativo do Libolo                         | Primeiro de Agosto                           |
| 2013      | Kabuscorp SC                                 | Primeiro de Agosto                           |
| 2014      | Recreativo do Libolo                         | Kabuscorp SC                                 |
| 2015      | Recreativo do Libolo                         | Primeiro de Agosto                           |
| 2016      | Primeiro de Agosto                           | Petro Atlético de Luanda                     |
| 2017      | Primeiro de Agosto                           | Petro Atlético de Luanda                     |
| 2018      | Primeiro de Agosto                           | Petro Atlético de Luanda                     |
| 2018–19   | Primeiro de Agosto                           | Petro Atlético de Luanda                     |
| 2019–20   | Suspendido debido a la pandemia del COVID-19 | Suspendido debido a la pandemia del COVID-19 |
| 2020–21   | Sagrada Esperança                            | Petro Atlético de Luanda                     |
| 2021–22   | Petro Atlético de Luanda                     | Primeiro de Agosto                           |
| 2022–23   | Petro Atlético de Luanda                     | Primeiro de Agosto                           |
| 2023–24   | Petro Atlético de Luanda                     | Sagrada Esperança                            |
| 2024–25   | Petro Atlético de Luanda                     | Wiliete SC                                   |

## Títulos por club
- Títulos obtenidos por club desde 1979.

| Club                     | Ciudad   | Campeón | Subampeón | Años campeón |
| ------------------------ | -------- | ------- | --------- | --- |
| Petro Atlético de Luanda | Luanda   | 19      | 9         | 1982, 1984, 1986, 1987, 1988, 1989, 1990, 1993, 1994, 1995, 1997, 2000, 2001, 2008, 2009, 2022, 2023, 2024, 2025 |
| Primeiro de Agosto       | Luanda   | 13      | 11        | 1979, 1980, 1981, 1991, 1992, 1996, 1998, 1999, 2006, 2016, 2017, 2018, 2019.                                    |
| Recreativo do Libolo     | Libolo   | 4       | 1         | 2011, 2012, 2014, 2015.                                                                                          |
| Atlético Sport Aviação   | Luanda   | 3       | 7         | 2002, 2003, 2004.                                                                                                |
| Primeiro de Maio         | Benguela | 2       | 4         | 1983, 1985. |
| Sagrada Esperança        | Dundo    | 2       | 4         | 2005, 2021. |
| Interclube de Luanda     | Luanda   | 2       | 3         | 2007, 2010. |
| Kabuscorp SC             | Luanda   | 1       | 2         | 2013. |
| Nacional de Benguela     | Benguela | –       | 1         | |
| Ferroviário da Huíla     | Huíla    | –       | 1         | |
| Académica do Lobito      | Lobito   | –       | 1         | |
| Recreativo da Caála      | Caála    | –       | 1         | |
| Wiliete SC               | Benguela | –       | 1         | |

## Máximos goleadores
| Temporada | Máximo Goleador                              | Club                                         | Goles                                        |
| --------- | -------------------------------------------- | -------------------------------------------- | -------------------------------------------- |
| 1979      | João Machado                                 | Sporting Clube de Luanda                     | 18                                           |
| 1980      | Alves                                        | Primeiro de Agosto                           | 29                                           |
| 1981      | Joseph Maluca                                | Primeiro de Maio                             | 20                                           |
| 1982      | Osvaldo Saturnino de Oliveira                | Petro Atlético de Luanda                     | 21                                           |
| 1983      | Joseph Maluca                                | Primeiro de Maio                             | 17                                           |
| 1984      | Osvaldo Saturnino de Oliveira                | Petro Atlético de Luanda                     | 22                                           |
| 1985      | Osvaldo Saturnino de Oliveira                | Petro Atlético de Luanda                     | 19                                           |
| 1986      | João Paulo Arsénio Ribeiro                   | Interclube de Luanda                         | 20                                           |
| 1987      | Mavango Kiala                                | Clube Ferroviário da Huíla                   | 20                                           |
| 1988      | Manuel Domingos Martins                      | Primeiro de Agosto                           | 16                                           |
| 1989      | André                                        | Desportivo da Cuca                           | 18                                           |
| 1990      | Mikayela Diakananwa                          | Petro Atlético de Luanda                     | 17                                           |
| 1991      | Amaral Aleixo                                | Sagrada Esperança                            | 23                                           |
| 1992      | Amaral Aleixo                                | Petro Atlético de Luanda                     | 20                                           |
| 1993      | Serginho                                     | Desportivo da Eka                            | 14                                           |
| 1994      | Patrick Kabongo                              | Sonangol do Namibe                           | 16                                           |
| 1995      | Serginho                                     | Desportivo da Eka                            | 19                                           |
| 1996      | César Caná                                   | Académica Petróleos do Lobito                | 15                                           |
| 1997      | Zé Neli                                      | Atlético Petróleos do Huambo                 | 12                                           |
| 1998      | Betinho                                      | Petro Atlético de Luanda                     | 14                                           |
| 1999      | Boelua Lokuli                                | Primeiro de Agosto                           | 16                                           |
| 2000      | Blanchard                                    | Sport Luanda e Benfica                       | 19                                           |
| 2001      | Flávio Amado                                 | Petro Atlético de Luanda                     | 23                                           |
| 2002      | Flávio Amado                                 | Petro Atlético de Luanda                     | 16                                           |
| 2003      | Mateus André                                 | Interclube de Luanda                         | 12                                           |
| 2004      | Love Cabungula                               | Atlético Sport Aviação                       | 17                                           |
| 2005      | Love Cabungula                               | Atlético Sport Aviação                       | 13                                           |
| 2006      | Manucho                                      | Petro Atlético de Luanda                     | 16                                           |
| 2007      | Manucho                                      | Petro Atlético de Luanda                     | 14                                           |
| 2008      | José Carlos da Silva Santana                 | Petro Atlético de Luanda                     | 20                                           |
| 2009      | David Dinis Magalhães                        | Petro Atlético de Luanda                     | 19                                           |
| 2010      | Daniel Mpele Mpele                           | Kabuscorp SC                                 | 14                                           |
| 2011      | Love Cabungula                               | Petro Atlético de Luanda                     | 20                                           |
| 2012      | Adriano Belmiro Duarte Nicolau               | Progresso do Sambizanga                      | 14                                           |
| 2013      | Albert Meyong                                | Kabuscorp SC                                 | 20                                           |
| 2014      | Albert Meyong                                | Kabuscorp SC                                 | 17                                           |
| 2015      | Albert Meyong Adriano Belmiro Duarte Nicolau | Kabuscorp SC Progresso do Sambizanga         | 13                                           |
| 2016      | Jacinto Muondo Dala                          | Primeiro de Agosto                           | 23                                           |
| 2017      | Tiago Azulão                                 | Petro Atlético de Luanda                     | 16                                           |
| 2018      | Tiago Azulão                                 | Petro Atlético de Luanda                     | 21                                           |
| 2018–19   | Mabululu                                     | Primeiro de Agosto                           | 14                                           |
| 2019–20   | Suspendido debido a la pandemia del COVID-19 | Suspendido debido a la pandemia del COVID-19 | Suspendido debido a la pandemia del COVID-19 |
| 2020–21   | Tiago Azulão                                 | Petro Atlético de Luanda                     | 16                                           |
| 2021–22   | Tiago Azulão                                 | Petro Atlético de Luanda                     | 21                                           |
| 2022–23   | Tiago Azulão                                 | Petro Atlético de Luanda                     | 20                                           |
| 2023–24   | Benarfa                                      | Kabuscorp SC                                 | 15                                           |
| 2024–25   | Kaporal                                      | Wiliete SC                                   | 22                                           |